# Захаров, Василий Никанорович
Захаров Василий Никанорович (13 января 1923, деревня Исаковская, Архангельская область  — 28 мая 1942, Ленинградская область) — лётчик-истребитель СССР, участник Великой Отечественной войны.

## Биография
Василий Захаров родился в деревне Исаковская, ныне Архангельская область. После окончания средней школы работал в колхозе, заведовал избой-читальней. Вступил в ряды РККА  в1941 году, а уже в 1942 году кончил Ейское военно-морское авиационное училище имени И .В. Сталина и направлен в 4-й гвардейский истребительный авиационный полк (61-я истребительная авиационная бригада, ВВС Краснознамённого Балтийского флота). Во время Великой Отечественной войны был ведомым при полетах с командиром эскадрильи В. Ф. Голубева. Служил в районе Ладожского озера, основной задачей было прикрытие дороги Жизни.
28 мая 1942 года совершил таран над портом Кобона во время отражения налёта авиации противника. В налете против эскадрильи аэродрома Выстав участвовало 80 бомбардировщиков в составе из Ju-88 и He-111, сопровождаемых 24 истребителями Me-109F. Во время атаки самолета командира Ме-109, Захаров спасая В. Ф. Голубева всей массой протаранил самолёт врага. Оба самолета взорвались в воздухе. Лётчик погиб, посмертно награжден.
В школе, в которой учился Захаров В. Н. была открыта мемориальная доска. Открытие прошло 7 мая 2007 года.

## Награды
Орден Красной Звезды